# 유행가, 시대를 노래하다
《유행가, 시대를 노래하다》는 대한민국의 라디오 채널 MBC 표준FM에서 매일 오전 11시 52분부터 낮 12시까지, 스페셜 방송분은 일요일 아침 7시 5분부터 아침 8시까지 방송된 한국 가요 전문 라디오 프로그램이다.

## 개요
MBC 창사 60주년 특별기획으로 2021년 한해동안 매일 1곡씩, 총 365곡을 방영했던 프로그램. 2021년 한국방송대상 음악구성 라디오 부문 작품상 수상 프로그램.
음악 평론가 임진모가 진행을 맡았으며, 곡과 관련된 간단한 이야기를 소개하고 해당 곡을 플레이하는 방식으로 진행되었다. 1년동안 진행되었던 프로그램으로, 이 시간에 진행되었던 프로그램은 방송시간이 5분 당겨진 52분에 마감되었다.
3월 29일 봄 개편 이후 매주 토요일, 이후 9월 27일 가을 개편으로 12월 26일까지 매주 일요일 오전 7시 5분~8시에 주중에 진행했던 유행가 방송을 다시 송출하며, 본방에서는 시간 관계상 끊긴 유행가의 완곡 감상을 제공하는 '유행가 스페셜'이 편성되었다.

## 노래 목록
- 1. 1월 1일 - Dynamite / 방탄소년단
- 2. 1월 2일 - 럭키서울 / 현인
- 3. 1월 3일 - 젊은 그대 / 김수철
- 4. 1월 4일 - 아파트 / 윤수일
- 5. 1월 5일 - 섬마을 선생님 / 이미자
- 6. 1월 6일 - 서른 즈음에 / 김광석
- 7. 1월 7일 - 담다디 / 이상은
- 8. 1월 8일 - 어젯밤 이야기 / 소방차
- 9. 1월 9일 - 그건 너 / 이장희
- 10. 1월 10일 - ...라구요 / 강산에
- 11. 1월 11일 - 아름다운 강산 / 신중현과 더 멘
- 12. 1월 12일 - 한동안 뜸했었지 / 사랑과 평화
- 13. 1월 13일 - 비 내리는 호남선 / 손인호
- 14. 1월 14일 - 북한강에서 / 정태춘
- 15. 1월 15일 - 상록수 / 양희은
- 16. 1월 16일 - 대전 부르스 / 안정애
- 17. 1월 17일 - 거위의 꿈 / 인순이
- 18. 1월 18일 - 바람아 멈추어 다오 / 이지연
- 19. 1월 19일 - 종이학 / 전영록
- 20. 1월 20일 - 어머니와 고등어 / 김창완
- 21. 1월 21일 - 보이지 않는 사랑 / 신승훈
- 22. 1월 22일 - 어떤 이의 꿈 / 봄여름가을겨울
- 23. 1월 23일 - 소양강 처녀 / 김태희
- 24. 1월 24일 - 가시나무 / 시인과 촌장
- 25. 1월 25일 - 낭랑 18세 / 백난아
- 26. 1월 26일 - 맨발의 청춘 / 최희준
- 27. 1월 27일 - 해뜰날 / 송대관
- 28. 1월 28일 - 청실홍실 / 송민도, 안다성
- 29. 1월 29일 - 안녕이라고 말하지마 / 이승철
- 30. 1월 30일 - 밀짚모자 목장아가씨 / 박재란
- 31. 1월 31일 - 서울의 찬가 / 패티김
- 32. 2월 1일 - J에게 / 이선희
- 33. 2월 2일 - 제7광구 / 정난이
- 34. 2월 3일 - 앵두나무 처녀 / 김정애
- 35. 2월 4일 - 신사동 그 사람 / 주현미
- 36. 2월 5일 - 아주 오래된 이야기 / 015B
- 37. 2월 6일 - Honey / 박진영
- 38. 2월 7일 - 빙글빙글 / 나미
- 39. 2월 8일 - 희망사항 / 변진섭
- 40. 2월 9일 - 남자는 배 여자는 항구 / 심수봉
- 41. 2월 10일 - 그것만이 내 세상 / 들국화
- 42. 2월 11일 - 단발머리 / 조용필
- 43. 2월 12일 - 부모 / 유주용
- 44. 2월 13일 - 서울구경 / 서영춘
- 45. 2월 14일 - 남남 / 최성수
- 46. 2월 15일 - 제3한강교 / 혜은이
- 47. 2월 16일 - 기억의 습작 / 전람회
- 48. 2월 17일 - 어쩌다 마주친 그대 / 송골매
- 49. 2월 18일 - 섬소년 / 이정선
- 50. 2월 19일 - 크게 라디오를 켜고 / 시나위
- 51. 2월 20일 - Perfect Man / 신화
- 52. 2월 21일 - 벌써 일년 / 브라운 아이즈
- 53. 2월 22일 - 왼손잡이 / 패닉
- 54. 2월 23일 - 챠우챠우 - 아무리 애를 쓰고 막아보려 해도 너의 목소리가 들려 / 델리스파이스
- 55. 2월 24일 - 널 사랑하겠어 / 동물원
- 56. 2월 25일 - 님 떠난 후 / 장덕
- 57. 2월 26일 - 달타령 / 김부자
- 58. 2월 27일 - 누구 없소 / 한영애
- 59. 2월 28일 - 세월이 가면 / 나애심
- 60. 3월 1일 - 행복의 나라 / 한대수
- 61. 3월 2일 - 홍콩 아가씨 / 금사향
- 62. 3월 3일 - 조약돌 / 박상규
- 63. 3월 4일 - 울릉도 트위스트 / 이시스터즈
- 64. 3월 5일 - 사랑해 / 라나에로스포
- 65. 3월 6일 - Tell Me / 원더걸스
- 66. 3월 7일 - 오늘밤 / 김완선
- 67. 3월 8일 - U-Go-Girl / 이효리
- 68. 3월 9일 - 이별의 그늘 / 윤상
- 69. 3월 10일 - 벚꽃 엔딩 / 버스커 버스커
- 70. 3월 11일 - 빨간구두 아가씨 / 남일해
- 71. 3월 12일 - 댄서의 순정 / 박신자
- 72. 3월 13일 - 흙에 살리라 / 홍세민
- 73. 3월 14일 - 슈사인 보이 / 박단마
- 74. 3월 15일 - DOC와 춤을... / DJ DOC
- 75. 3월 16일 - 전사의 후예 / H.O.T.
- 76. 3월 17일 - 봄이 오는 길 / 박인희
- 77. 3월 18일 - 나 어떡해 / 샌드 페블즈
- 78. 3월 19일 - 말달리자 / 크라잉넛
- 79. 3월 20일 - 사람이 꽃보다 아름다워 / 안치환
- 80. 3월 21일 - 호랑나비 / 김흥국
- 81. 3월 22일 - 개나리 처녀 / 최숙자
- 82. 3월 23일 - 어머나 / 장윤정
- 83. 3월 24일 - 돌아가는 삼각지 / 배호
- 84. 3월 25일 - 좋은 날 / 아이유
- 85. 3월 26일 - 꽃밭에서 / 정훈희
- 86. 3월 27일 - 가슴 아프게 / 남진
- 87. 3월 28일 - 물레방아 도는데 / 나훈아
- 88. 3월 29일 - 난 알아요 / 서태지와 아이들
- 89. 3월 30일 - 어머님께 / god
- 90. 3월 31일 - 풍문으로 들었소 / 함중아와 양키스
- 91. 4월 1일 - 편지 / 어니언스
- 92. 4월 2일 - 남행열차 / 김수희
- 93. 4월 3일 - 천일동안 / 이승환
- 94. 4월 4일 - No.1 / 보아
- 95. 4월 5일 - 제비처럼 / 윤승희
- 96. 4월 6일 - 꽃피는 봄이 오면 / BMK
- 97. 4월 7일 - 우주를 줄게 / 볼빨간사춘기
- 98. 4월 8일 - 페스티벌 / 엄정화
- 99. 4월 9일 - 고래사냥 / 송창식
- 100. 4월 10일 - 집시여인 / 이치현과 벗님들
- 101. 4월 11일 - 와 / 이정현
- 102. 4월 12일 - 썸 / 소유&정기고
- 103. 4월 13일 - 사랑의 미로 / 최진희
- 104. 4월 14일 - 가까이 하기엔 너무 먼 당신 / 이광조
- 105. 4월 15일 - 하얀나비 / 김정호
- 106. 4월 16일 - 봄날 / 방탄소년단
- 107. 4월 17일 - 보고싶다 / 김범수
- 108. 4월 18일 - 도시인 / N.EX.T
- 109. 4월 19일 - 유정천리 / 박재홍
- 110. 4월 20일 - 희나리 / 구창모
- 111. 4월 21일 - 산장의 여인 / 권혜경
- 112. 4월 22일 - 주문 -MIROTIC- / 동방신기
- 113. 4월 23일 - 샴푸의 요정 / 빛과 소금
- 114. 4월 24일 - 흐린 기억속의 그대 / 현진영
- 115. 4월 25일 - 만남 / 노사연
- 116. 4월 26일 - 그녀를 만나는 곳 100m 전 / 이상우
- 117. 4월 27일 - 동숙의 노래 / 문주란
- 118. 4월 28일 - 아니 벌써 / 산울림
- 119. 4월 29일 - 아빠와 크레파스 / 배따라기
- 120. 4월 30일 - 봄날은 간다 / 백설희
- 121. 5월 1일 - 사계 / 노래를 찾는 사람들
- 122. 5월 2일 - 춘천가는 기차 / 김현철
- 123. 5월 3일 - 치키치키 차카차카 / 김수철
- 124. 5월 4일 - 마법의 성 / 더 클래식
- 125. 5월 5일 - 사랑을 했다 / iKON
- 126. 5월 6일 - 아이스크림 사랑 / 임병수
- 127. 5월 7일 - CHEER UP / 트와이스
- 128. 5월 8일 - 어느 60대 노부부 이야기 / 김광석
- 129. 5월 9일 - 사랑합니다 / 팀
- 130. 5월 10일 - 천생연분 / 솔리드
- 131. 5월 11일 - 당신 / 김정수
- 132. 5월 12일 - 풍선 / 다섯손가락
- 133. 5월 13일 - 인생은 미완성 / 이진관
- 134. 5월 14일 - 행복한 사람 / 조동진
- 135. 5월 15일 - 얼굴 / 윤연선
- 136. 5월 16일 - 노란 샤쓰의 사나이 / 한명숙
- 137. 5월 17일 - 아리송해 / 이은하
- 138. 5월 18일 - 바위섬 / 김원중
- 139. 5월 19일 - 타타타 / 김국환
- 140. 5월 20일 - 아! 대한민국 / 정수라
- 141. 5월 21일 - 부부 / 부부 듀엣
- 142. 5월 22일 - 사랑해도 될까요 / 유리상자
- 143. 5월 23일 - 열애 / 윤시내
- 144. 5월 24일 - 장미 / 사월과오월
- 145. 5월 25일 - 늴리리 맘보 / 김정애
- 146. 5월 26일 - 애심 / 전영록
- 147. 5월 27일 - 널 그리며 / 박남정
- 148. 5월 28일 - 네버엔딩 스토리 / 부활
- 149. 5월 29일 - 검은 고양이 네로 / 박혜령
- 150. 5월 30일 - 보리밭 / 문정선
- 151. 5월 31일 - 오월의 햇살 / 이선희
- 152. 6월 1일 - 낭만 고양이 / 체리필터
- 153. 6월 2일 - 빈대떡 신사 / 한복남
- 154. 6월 3일 - 커피한잔 / 펄 시스터즈
- 155. 6월 4일 - 체념 / 빅마마
- 156. 6월 5일 - 더 늦기전에 / 신해철
- 157. 6월 6일 - 전선야곡 / 신세영
- 158. 6월 7일 - 칵테일 사랑 / 마로니에
- 159. 6월 8일 - Come Back Home / 서태지와 아이들
- 160. 6월 9일 - 아침 이슬 / 양희은
- 161. 6월 10일 - 행진 / 들국화
- 162. 6월 11일 - 밤안개 / 현미
- 163. 6월 12일 - 키다리 미스터 김 / 이금희
- 164. 6월 13일 - (Cause') I'm Your Girl / S.E.S.
- 165. 6월 14일 - 무시로 / 나훈아
- 166. 6월 15일 - 잃어버린 30년 / 설운도
- 167. 6월 16일 - 친구여 / 조용필
- 168. 6월 17일 - 젊음의 노트 / 유미리
- 169. 6월 18일 - 꿈에 / 박정현
- 170. 6월 19일 - 청포도 사랑 / 도미
- 171. 6월 20일 - Sorry, Sorry / 슈퍼주니어
- 172. 6월 21일 - 아빠의 청춘 / 오기택
- 173. 6월 22일 - 대머리 총각 / 김상희
- 174. 6월 23일 - 삼다도 소식 / 황금심
- 175. 6월 24일 - 아내의 노래 / 심연옥
- 176. 6월 25일 - 단장의 미아리고개 / 이해연
- 177. 6월 26일 - 38선의 봄 / 최갑석
- 178. 6월 27일 - 너는 왜 / 철이와 미애
- 179. 6월 28일 - 철망 앞에서 / 김민기, 한동준, 장필순
- 180. 6월 29일 - 님과 함께 / 남진
- 181. 6월 30일 - 육군 김일병 / 봉봉 사중창단
- 182. 7월 1일 - 몽키 매직 / 이박사
- 183. 7월 2일 - 여름안에서 / 듀스
- 184. 7월 3일 - 꿍따리 샤바라 / 클론
- 185. 7월 4일 - 너에게 난, 나에게 넌 / 자전거 탄 풍경
- 186. 7월 5일 - 정든 그 노래 / 해바라기
- 187. 7월 6일 - 연가 / 바블껌
- 188. 7월 7일 - 바다 / 유피
- 189. 7월 8일 - 동물농장 / 서수남, 하청일
- 190. 7월 9일 - 마포종점 / 은방울 자매
- 191. 7월 10일 - 쾌지나 칭칭나네 / 김상국
- 192. 7월 11일 - 화장을 고치고 / 왁스
- 193. 7월 12일 - 마지막 승부 / 김민교
- 194. 7월 13일 - 님은 먼 곳에 / 김추자
- 195. 7월 14일 - 내일은 해가 뜬다 / 쟈니리
- 196. 7월 15일 - 별이 빛나는 밤에 / 윤향기
- 197. 7월 16일 - 공항의 이별 / 문주란
- 198. 7월 17일 - 갯바위 / 한마음
- 199. 7월 18일 - 갑돌이와 갑순이 / 김세레나
- 200. 7월 19일 - 하숙생 / 최희준
- 201. 7월 20일 - 이별의 부산정거장 / 남인수
- 202. 7월 21일 - 일과 이분의 일 / 투투
- 203. 7월 22일 - 미인 / 신중현
- 204. 7월 23일 - 커플 / 젝스키스
- 205. 7월 24일 - 트위스트 킹 / 터보
- 206. 7월 25일 - 파도 / UN
- 207. 7월 26일 - 제주도의 푸른 밤 / 최성원
- 208. 7월 27일 - 고래의 꿈 / 바비킴
- 209. 7월 28일 - 강남스타일 / 싸이
- 210. 7월 29일 - 내 사람: Partner For Life / SG워너비
- 211. 7월 30일 - 순정 / 코요태
- 212. 7월 31일 - Hot Summer / f(x)
- 213. 8월 1일 - 해변의 여인 / 쿨
- 214. 8월 2일 - 정 / 영턱스클럽
- 215. 8월 3일 - 바다에 누워 / 높은음자리
- 216. 8월 4일 - 마음 약해서 / 들고양이들
- 217. 8월 5일 - 처녀 뱃사공 / 황정자
- 218. 8월 6일 - 내 이름은 소녀 / 조애희
- 219. 8월 7일 - 해변으로 가요 / 키보이스
- 220. 8월 8일 - 손에 손 잡고 / 코리아나
- 221. 8월 9일 - 모모 / 김만준
- 222. 8월 10일 - 저녁 한 때의 목장 풍경 / 위키리
- 223. 8월 11일 - 홀로 된 사랑 / 여운
- 224. 8월 12일 - 에레나가 된 순이 / 안다성
- 225. 8월 13일 - 여름 이야기 / DJ DOC
- 226. 8월 14일 - 여행을 떠나요 / 조용필
- 227. 8월 15일 - 그 얼굴에 햇살을 / 이용복
- 228. 8월 16일 - 잘했군 잘했어 / 하춘화
- 229. 8월 17일 - 초원의 빛 / 히식스
- 230. 8월 18일 - 산골 소년의 사랑 이야기 / 예민
- 231. 8월 19일 - 힘을 내요, 미스터 김 / 롤러코스터
- 232. 8월 20일 - 일탈 / 자우림
- 233. 8월 21일 - 안녕하세요 / 삐삐밴드
- 234. 8월 22일 - 연안부두 / 김트리오
- 235. 8월 23일 - 가는 세월 / 서유석
- 236. 8월 24일 - 비 오는 날 수채화 / 김현식
- 237. 8월 25일 - 마도로스 부기 / 백야성
- 238. 8월 26일 - 솔개 / 이태원
- 239. 8월 27일 - 붉은 노을 / 이문세
- 240. 8월 28일 - 아브라카다브라 / 브라운아이드걸스
- 241. 8월 29일 - 아리랑 목동 / 김치캣
- 242. 8월 30일 - 사랑하는 이에게 / 정태춘, 박은옥
- 243. 8월 31일 - 휘파람을 부세요 / 정미조
- 244. 9월 1일 - 바보처럼 살았군요 / 김도향
- 245. 9월 2일 - 사는 게 뭔지 / 이무송
- 246. 9월 3일 - 그대에게 / 무한궤도
- 247. 9월 4일 - 리듬 속의 그 춤을 / 김완선
- 248. 9월 5일 - 보라빛 향기 / 강수지
- 249. 9월 6일 - 애모 / 김수희
- 250. 9월 7일 - 사랑밖엔 난 몰라 / 심수봉
- 251. 9월 8일 - Gee / 소녀시대
- 252. 9월 9일 - 내 남자친구에게 / 핑클
- 253. 9월 10일 - 환생 / 윤종신
- 254. 9월 11일 - 김성호의 회상 / 김성호
- 255. 9월 12일 - 인형의 꿈 / 일기예보
- 256. 9월 13일 - 존재의 이유 / 김종환
- 257. 9월 14일 - 세월이 가면 / 최호섭
- 258. 9월 15일 - 낭만에 대하여 / 최백호
- 259. 9월 16일 - 소주 한 잔 / 임창정
- 260. 9월 17일 - 입영열차 안에서 / 김민우
- 261. 9월 18일 - 꿈에 본 내 고향 / 한정무
- 262. 9월 19일 - 누가 이 사람을 모르시나요 / 곽순옥
- 263. 9월 20일 - 돌아와요 부산항에 / 조용필
- 264. 9월 21일 - 향수 / 이동원, 박인수
- 265. 9월 22일 - 꽃반지 끼고 / 은희
- 266. 9월 23일 - 동백아가씨 / 이미자
- 267. 9월 24일 - 골목길 / 신촌블루스
- 268. 9월 25일 - 바람이 분다 / 이소라
- 269. 9월 26일 - 사랑이라 부를 수 있을까 / 인공위성
- 270. 9월 27일 - 내 하나의 사람은 가고 / 임희숙
- 271. 9월 28일 - 바람, 바람, 바람 / 김범룡
- 272. 9월 29일 - 바다가 육지라면 / 조미미
- 273. 9월 30일 - 나는 나비 / YB
- 274. 10월 1일 - 눈물의 연평도 / 최숙자
- 275. 10월 2일 - 고향초 / 송민도
- 276. 10월 3일 - 생일 / 가람과 뫼
- 277. 10월 4일 - 사랑이여! / 유심초
- 278. 10월 5일 - 캔디 / H.O.T.
- 279. 10월 6일 - 옥경이 / 태진아
- 280. 10월 7일 - 그리움만 쌓이네 / 여진
- 281. 10월 8일 - 비밀번호 486 / 윤하
- 282. 10월 9일 - 개똥벌레 / 신형원
- 283. 10월 10일 - 웨딩드레스 / 한상일
- 284. 10월 11일 - 산할아버지 / 산울림
- 285. 10월 12일 - 빗속의 여인 / Add4
- 286. 10월 13일 - 싸구려 커피 / 장기하와 얼굴들
- 287. 10월 14일 - 모두가 사랑이에요 / 해바라기
- 288. 10월 15일 - 코스모스 피어있는 길 / 김상희
- 289. 10월 16일 - 칠갑산 / 주병선
- 290. 10월 17일 - 늪 / 조관우
- 291. 10월 18일 - 스잔 / 김승진
- 292. 10월 19일 - 사랑하는 마음 / 김세환
- 293. 10월 20일 - 여고시절 / 이수미
- 294. 10월 21일 - 킬리만자로의 표범 / 조용필
- 295. 10월 22일 - 여러분 / 윤복희
- 296. 10월 23일 - 프리티 걸 / 카라
- 297. 10월 24일 - 사랑 안 해 / 백지영
- 298. 10월 25일 - 독도는 우리땅 / 정광태
- 299. 10월 26일 - 분홍립스틱 / 강애리자
- 300. 10월 27일 - 범 내려온다 / 이날치
- 301. 10월 28일 - 본능적으로 / 강승윤
- 302. 10월 29일 - 가을을 남기고 간 사랑 / 패티김
- 303. 10월 30일 - 보고 싶은 얼굴 / 민해경
- 304. 10월 31일 - 잊혀진 계절 / 이용
- 305. 11월 1일 - 사랑하기 때문에 / 유재하
- 306. 11월 2일 - 내사랑 내곁에 / 김현식
- 307. 11월 3일 - 울고 싶어라 / 이남이
- 308. 11월 4일 - 밤편지 / 아이유
- 309. 11월 5일 - 님(창살 없는 감옥) / 박재란
- 310. 11월 6일 - 너를 사랑해 / 한동준
- 311. 11월 7일 - 누가 울어 / 배호
- 312. 11월 8일 - 가을비 우산 속 / 최헌
- 313. 11월 9일 - 김치 깍두기 / 김시스터즈
- 314. 11월 10일 - 낙엽따라 가버린 사랑 / 차중락
- 315. 11월 11일 - 하여가 / 서태지와 아이들
- 316. 11월 12일 - To Heaven / 조성모
- 317. 11월 13일 - 솔아 솔아 푸르른 솔아 / 노래를 찾는 사람들
- 318. 11월 14일 - 으르렁 / EXO
- 319. 11월 15일 - 방랑 시인 김삿갓 / 명국환
- 320. 11월 16일 - 웨딩 케이크 / 트윈 폴리오
- 321. 11월 17일 - Fly / 에픽하이
- 322. 11월 18일 - 나는 문제 없어 / 황규영
- 323. 11월 19일 - 나를 슬프게 하는 사람들 / 김경호
- 324. 11월 20일 - 헤어진 다음날 / 이현우
- 325. 11월 21일 - 너를 위해 / 임재범
- 326. 11월 22일 - 광화문연가 / 이문세
- 327. 11월 23일 - 울고 넘는 박달재 / 박재홍
- 328. 11월 24일 - 빨간 마후라 / 쟈니 브라더스
- 329. 11월 25일 - 행복이란 / 조경수
- 330. 11월 26일 - 옛 시인의 노래 / 한경애
- 331. 11월 27일 - 친구라도 될 걸 그랬어 / 거미
- 332. 11월 28일 - 나 그대에게 모두 드리리 / 이장희
- 333. 11월 29일 - 이브의 경고 / 박미경
- 334. 11월 30일 - 미소를 띄우며 나를 보낸 그 모습처럼 / 이은하
- 335. 12월 1일 - 당신은 모르실거야 / 혜은이
- 336. 12월 2일 - 비행기 / 거북이
- 337. 12월 3일 - 좋은 사람 / 토이
- 338. 12월 4일 - 야상곡 / 김윤아
- 339. 12월 5일 - 과거를 묻지 마세요 / 나애심
- 340. 12월 6일 - 신라의 달밤 / 현인
- 341. 12월 7일 - 비처럼 음악처럼 / 김현식
- 342. 12월 8일 - 홀로 된다는 것 / 변진섭
- 343. 12월 9일 - 배신자 / 도성
- 344. 12월 10일 - 우리는 / 송창식
- 345. 12월 11일 - 파초 / 수와진
- 346. 12월 12일 - 그대 안의 블루 / 김현철, 이소라
- 347. 12월 13일 - Bounce / 조용필
- 348. 12월 14일 - 사랑은 창밖에 빗물같아요 / 양수경
- 349. 12월 15일 - 사랑의 썰물 / 임지훈
- 350. 12월 16일 - 봉선화 연정 / 현철
- 351. 12월 17일 - 내 생에 봄날은... / 캔
- 352. 12월 18일 - 위아래 / EXID
- 353. 12월 19일 - 라라라 / 이수영
- 354. 12월 20일 - 아무노래 / 지코
- 355. 12월 21일 - 아름다운 구속 / 김종서
- 356. 12월 22일 - 하얀 겨울 / 미스터 투
- 357. 12월 23일 - 해피 버스데이 투 유 / 권진원
- 358. 12월 24일 - 눈의 꽃 / 박효신
- 359. 12월 25일 - 굳세어라 금순아 / 현인
- 360. 12월 26일 - 또 만나요 / 딕훼밀리
- 361. 12월 27일 - 태양을 피하는 방법 / 비
- 362. 12월 28일 - 피 땀 눈물 / 방탄소년단
- 363. 12월 29일 - 안녕하세요 / 장미화
- 364. 12월 30일 - 귀국선 / 이인권
- 365. 12월 31일 - 롤린 / 브레이브걸스